# Cascatas do Poço Negro

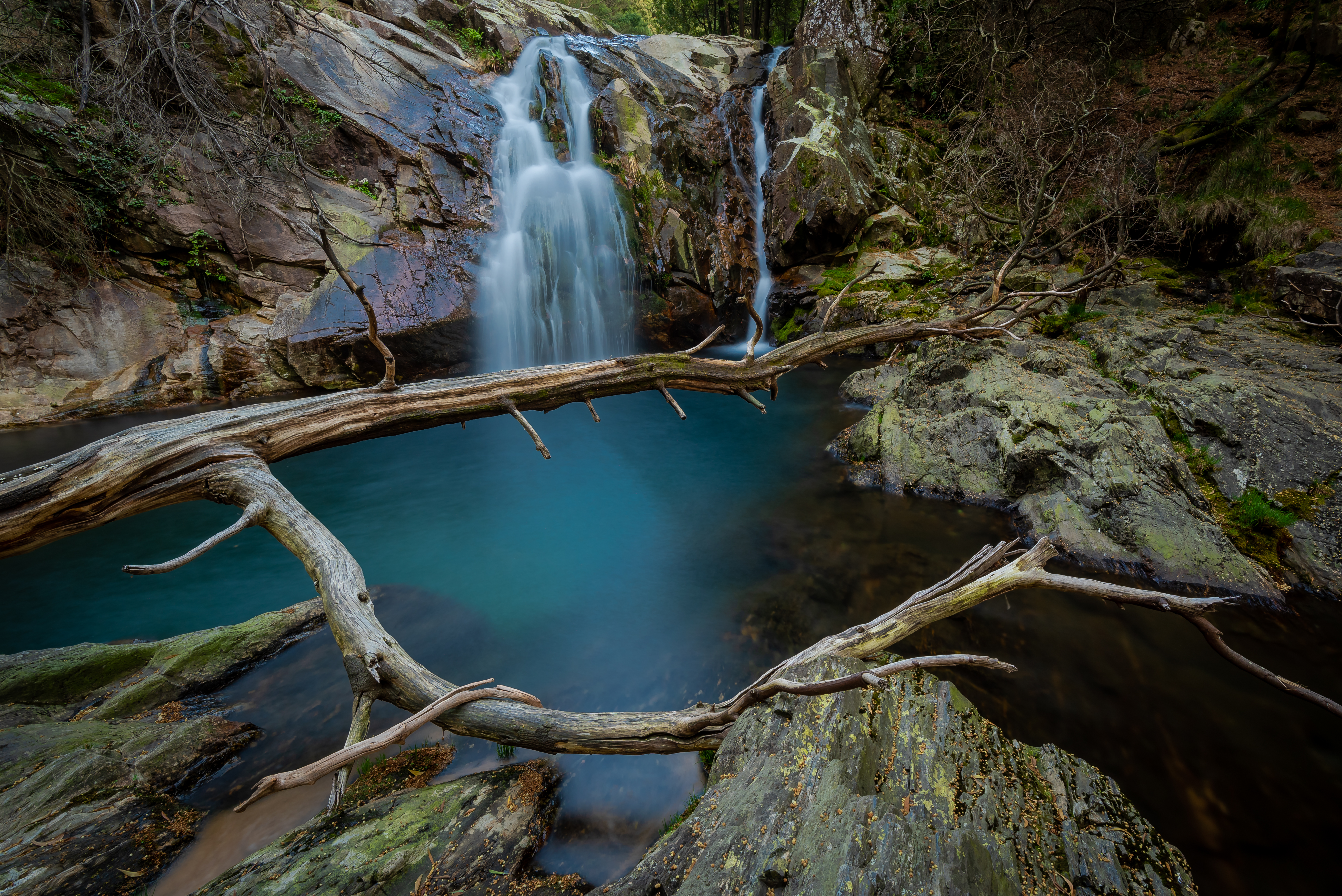
Cascata do Poço Negro

As Cascatas do Poço Negro são uma sucessão de cascatas na ribeira do Pêgo, em Viana do Castelo, Portugal. Estão classificadas como Monumento Natural Local e são um geossítio do Geoparque Litoral de Viana do Castelo.